# Mario Aschauer
Mario Aschauer (* 18. Dezember 1980 in Linz) ist ein österreichischer Musikwissenschaftler, Cembalist und Dirigent.

## Leben
Mario Aschauer besuchte das Musikgymnasium Linz und begann gleichzeitig seine Studien in Orgel, Klavier, historischen Tasteninstrumenten und Dirigieren in Linz und Salzburg. Er legte die Reifeprüfung ab, erhielt im Alter von 17 Jahren das Diplom in Dirigieren am Linzer Bruckner-Konservatorium und sammelte seine ersten Erfahrungen als Dirigent mit dem Orchester des Linzer Musikgymnasiums, dem Linzer Jeunesse Orchester, dem Innviertler Symphonie Orchester, dem VOEST Chor Linz und den Virtuosi di Praga.
Er gründete im Jahre 1998 das Ensemble „NovAntique Linz“, mit dem er sich auf die Musik des späten 18. Jahrhunderts mit historischem Instrumentarium und abseits des Standard-Repertoires spezialisierte. Das Ensemble spielte vorwiegend geistliche, oratorische und sinfonische Werke von Gassmann, Gossec, Lebrun, Kraus, Salieri und Wagenseil.
Im Jahre 2001 erhielt er ein Stipendium des Richard-Wagner-Verbandes Linz.
Er studierte Musikwissenschaft an der Universität Wien und schloss die Studien (Mag. phil. und Dr. phil.) im Jahre 2008 mit Auszeichnung ab. Seine Diplomarbeit zum Thema „Joseph Martin Kraus: Stella Coeli. Motette für Soli, Chor, Orchester und Orgel. Kritische Ausgabe“ verfasste er im Jahre 2004 und seine Dissertation über „Deutschsprachige Clavier-Lehrwerke in der 2. Hälfte des 18. Jahrhunderts“ ist als Handbuch Clavier-Schulen erschienen (siehe Publikationen). Für diese Dissertation erhielt er einen Dissertationspreis. Im Jahre 2011 schloss er das Konzertfach-Studium „Cembalo“ an der Universität für Musik und darstellende Kunst Wien mit Auszeichnung und mit dem Titel „Mag. art.“ ab.
Seine Tätigkeit als Musikwissenschafter begann er in den Jahren 2004 bis 2006 als Studienassistent am Institut für Musikwissenschaft der Universität Wien. Von 2008 bis Juli 2014 war Aschauer Wissenschaftlicher Mitarbeiter der Neuen Schubert-Ausgabe im Institut für kunst- und musikhistorische Forschungen der Österreichischen Akademie der Wissenschaften, seit 2012 auch als Mitglied der Editionsleitung.
Von 2012 bis 2013 lebte er in New Haven, wohin ihn ein Stipendium der Max-Kade-Stiftung an die Yale University führte. Nach einem kurzen Aufenthalt in Österreich nahm Aschauer im Jahre 2014 eine Stelle als Assistant Professor für Musikwissenschaft an der School of Music der Sam Houston State University an.
Seine Forschungs- und Publikationstätigkeit konzentriert sich auf Schaffensprozess-Forschung hauptsächlich bei Schubert, Bruckner und die Clavier-Aufführungspraxis im 18. und 19. Jahrhundert.
Mario Aschauer pflegt ein umfangreiches Repertoire als Cembalist und Fortepianist, wobei er sich auf die Tastenmusik des Österreichischen Barock spezialisiert. Mit dem Calamus-Consort, das im Jahre 2009 für seine Interpretationen österreichischer Barockmusik den ersten Preis beim Internationalen H.I.F.-Biber-Wettbewerb erzielte und dessen Mitglied er ist, hat er an mehreren Alte-Musik-Festivals, wie etwa den Resonanzen Wien, dem Bachfest Leipzig oder der Itinéraire Baroque Brantôme mitgewirkt.
Er hat neben dem Ensemble „NovAntique Linz“ auch mit anderen Alte-Musik-Ensembles zusammengearbeitet, wie etwa dem Ensemble Progetto Semiserio und dem Harmony of Nations Baroque Orchestra. Mit diesem Ensemble führte er erstmals alle erhaltenen Sätze von Schuberts Opernfragment Adrast auf, die unter anderem auf BBC Radio übertragen und mit dem „Pasticcio-Preis“ des Österreichischen Rundfunks ausgezeichnet wurden.
Seine Lehrtätigkeit führte ihn an die Universität Wien, die Universität für Musik und darstellende Kunst Wien und die Yale University.
Mario Aschauer lebt in Houston (Texas).

## Publikationen
- Handbuch Clavier-Schulen, Bärenreiter-Verlag Kassel 2011, ISBN 978-3-7618-2212-8
- Adrast in: Neue Schubert-Ausgabe, Serie II/12, Kassel 2011, ISBN 978-3-936187-37-3
- Urtext-Ausgabe von: Ludwig van Beethoven: Bagatelle für Klavier a-Moll WoO 59 “Für Elise”. Kassel, Bärenreiter Verlag, ISMN 9790006568673

## Diskografie

### Als Musiker
- „Un dolce affanno“ mit dem Calamus Consort erschienen bei Passacaille/Belgien[11] mit Passagen aus Wiener Hofopern um 1700 gespielt auf Chalumeau und Barockklarinette.
- Konzert für drei Klaviere in F-Dur, KV 242 („Lodron“) von Wolfgang Amadeus Mozart enthalten auf „Klavierkonzerte Nr. 1-27; Konzerte nach Sonaten von Johann Christian Bach KV 107 Nr. 1-3; Rondos KV 382 & 386“ (11 CDs)

### Als Dirigent
- Franz Schubert: Adrast D 137 (Ersteinspielung) mit dem Harmony of Nations Baroque Orchestra
- Antonio Salieri: Requiem c-Moll und Requiem-Fragment C-Dur mit dem Ensemble NovAntique Linz
- Florian Leopold Gassmann: La Betulia liberata (Querschnitt) mit dem Ensemble NovAntique Linz

## Repertoire (Auszug)

### Cembalo
- Johann Sebastian Bach: Overture nach französischer Art BWV 831
- Johann Sebastian Bach: Concerto nach Italiaenischen Gusto in F-Dur BWV 971
- Johann Sebastian Bach: Fantasie und Fuge BWV 903
- François Couperin: Diverse Préludes non mesurées, Suiten und das Tombeau
- Johann Jakob Froberger: Diverse Toccaten und Suiten, Méditation und Tombeau
- Johann Joseph Fux: Ciaccona in D-Dur
- JacobTV: „The Storm“ für Cembalo und Tonband
- Heinz Kratochwil: Partita Nuova op. 74 (1971)
- Jean-Joseph Cassanéa de Mondonville: Pièces de clavecin avec voix ou violon, op. 5
- Georg Muffat: Diverse Suiten
- Jean-Philippe Rameau: Pièces de clavecin 1706/1741

### Kammermusik
- Johann Christian Bach: Sonate für zwei Claviere op. 15/5
- Wilhelm Friedemann Bach: Concerto für zwei Claviere F. 10
- Ludwig van Beethoven: Klaviertrio op. 11 in B-Dur („Gassenhauer-Trio“)
- Ludwig van Beethoven: Sonate für Horn und Fortepiano in F-Dur op. 17
- Anne Louise de Jouy Brillon: Duette für Cembalo und Fortepiano
- Franz Xaver Kleinheinz: Trio für Klarinette, Violoncello und Klavier op. 13
- Wolfgang Amadeus Mozart: Klarinettensonate (nach dem Quintett) KV 581

### Orchester-Continuo und -Orgel
- Johann Sebastian Bach: Johannes-Passion, Matthäus-Passion, Weihnachtsoratorium
- Johann Joseph Fux: Oratorium Germanicum
- Georg Friedrich Händel: Israel in Egypt (HWV 54), Messiah (HWV 56)
- Gustav Mahler/Arnold Schönberg: Lieder eines fahrenden Gesellen
- Gustav Mahler: 8. Sinfonie in Es-Dur
- Claudio Monteverdi: Marienvesper SV 206 („Vespro della Beata Maria Vergine“)

### Dirigierte Werke
- Carl Philipp Emanuel Bach: Die Auferstehung und Himmelfahrt Jesu
- Johann Sebastian Bach: Messe in A-Dur BWV 234, Jauchzet Gott in allen Landen BWV 51, Nun komm, der Heiden Heiland BWV 61, Komm, du süße Todesstunde BWV 161, Suite Nr. 2 h-Moll BWV 1067
- Ludwig van Beethoven: Messe in C-Dur op. 86, 5. Sinfonie in c-Moll op. 67, Klavierkonzert Nr. 1 in C-Dur op. 15
- Anton Bruckner: Messe Nr. 1 in d-Moll WAB 26, Te Deum C-Dur WAB 45, alle großen Motetten
- Gabriel Fauré: Requiem op. 48
- Georg Friedrich Händel: Il trionfo del Tempo e del Disinganno HWV 46a
- Georg Friedrich Händel/Wolfgang Amadeus Mozart: Der Messias KV 572
- Joseph Martin Kraus: Der Tod Jesu, Oratorium (Bertil-van-Boer-Verzeichnis (VB) 17)
- Wolfgang Amadeus Mozart: Grabmusik (Passion) KV 42, Sinfonie Nr. 31 in D-Dur KV 297 („Pariser“), Sinfonie Nr. 40 in g-Moll KV 550, Sinfonia concertante in Es-Dur KV 297b
- Modest Petrowitsch Mussorgski/Maurice Ravel: Tableaux d’une exposition
- Franz Schubert: Messe Nr. 2 G-Dur D 167, Deutsche Messe D 872, Der Teufel als Hydraulicus D 4
- Georg Christoph Wagenseil: Stabat mater